# Перші дні (телесеріал)
«Перші дні» (англ. «Those Who Stayed») – український драматичний серіал-антологія 2023 року, шоуранеркою якого є Анастасія Лодкіна. Проєкт створений компанією «FILM.UA Group» в партнерстві з національними мовниками Норвегії, Швеції та Фінляндії та німецькою дистриб'юторською компанією «Red Arrow Studios International». 
Премʼєра відбулася 29 жовтня на телеканалі YLE, а вже з 1 листопада серіал зʼявився на стримінговому сервісі «Netflix» в 19 країнах Європи одночасно.
Серіал став першим українським телепроєктом, диджитал-прем'єра якого на «Netflix» відбулася разом з Україною одночасно ще у 18 країнах Європи.
Мінісеріал-антологія складається із шести 30-хвилинних епізодів, кожен з яких розповідає окрему історію людей, що з різних причин залишилися у Києві попри небезпеку під час повномасштабного російського вторгнення в Україну.

## Синопсис
Серіал розкриває події початку повномасштабного вторгнення Росії на територію України 24 лютого 2022 року. 
Кожен епізод «Перших днів» – це художній мініфільм, натхненний справжніми подіями, а деякі персонажі мають прототипів у реальному житті. Ольга з дітьми вимушена жити в одному домі з двома чоловіками – нинішнім і колишнім. Максима війна застає на роботі, у зоопарку, звідки він не може виїхати. Безхатько, що живе в машині, допомагає місцевій ТрО, а хлопчик Єгор заспокоюється тим, що у своїй уяві збиває ракети, як злих пташок. Німець Клаус приїжджає до Києва, щоб забрати дівчину, але опиняється серед волонтерів і долучається до їхньої праці, а легенда української естради, прототипом якої став Андрій Данилко, проводить стрими зі своєї столичної квартири – і стає натхненням для мільйонів. Головні герої мають врятуватися самі, врятувати своїх близьких і зберегти свою людяність та віру у перемогу.

## Акторський склад та персонажі

### 1 серія
| Актор             | Роль           |
| ----------------- | -------------- |
| Катерина Варченко | Оля            |
| Роман Луцький     | Паша           |
| Тарас Цимбалюк    | Сергій         |
| Агнія Лодкіна     | Софія          |
| Кіра Семененко    | Марічка        |
| Альона Васильєва  | подружка Софії |
| Сергій Дарій      | таксист        |
| Костянтин Міхно   | перехожий      |
| Істан Розумний    | Стів           |
| Антон Єрьомин     | брат Льоня     |
| Даниїл Сушко      | друг Паші      |

### 2 серія
| Актор                | Роль                   |
| -------------------- | ---------------------- |
| Олександр Рудинський | Макс                   |
| Лілія Цвєлікова      | Аня                    |
| В'ячеслав Бабенков   | директор зоопарку      |
| Олександр Ігнатуша   | Петрович               |
| Андрій Ісаєнко       | Ролекс                 |
| Юрій Кулініч         | Вано                   |
| Андрій Романько      | Штин                   |
| Богдан Борисенко     | український військовий |
| Дмитро Бурма         | український військовий |
| Артур Рожицький      | російський солдат      |
| Рустам Акіджанов     | російський солдат      |
| Катерина Лапіна      | робітниця              |

### 3 серія
| Актор                      | Роль                      |
| -------------------------- | ------------------------- |
| Ярослав Безкоровайний      | Білий                     |
| Михайло Корженівський      | Сашко                     |
| Олена Узлюк                | Рая                       |
| Андрій Самінін             | командир                  |
| Петро Чичук                | військовий                |
| Христина Ігнат             | жінка у вогні             |
| Анастасія Сегеда           | паспортистка              |
| Наталія Гугленко           | жінка у ЦНАПі             |
| Олеся Надєєва              | дівчина у ЦНАПі           |
| Аліна Козачишин-Чалчинська | дівчина в автобусі        |
| Володимир Чалчинський      | хлопець в автобусі        |
| Мар'яна Стороженко         | жінка на вулиці           |
| Руслан Сокольник           | чоловік на вулиці         |
| Любов Веселова             | пенсіонерка в укритті     |
| Алекс та Марк Степаненко   | хлопчики в укритті        |
| Роман Жиров                | військовий комісар        |
| Юрій Рекс                  | хлопець біля військкомату |

### 4 серія
| Актор           | Роль              |
| --------------- | ----------------- |
| Фабіан Маннель  | Клаус             |
| Марія Стопник   | Маруся            |
| Роб Фельдман    | Іван              |
| Іван Бліндар    | волонтер          |
| Таїса Дмитренко | Соля              |
| Євген Бушмакін  | тероборонець      |
| Михайло Дзюба   | тероборонець      |
| Ростислав Бьоме | лікар             |
| Марк Вілкінс    | лікар             |
| Тетяна Блащук   | бабуся            |
| Наталія Мазур   | берлінська бабуся |
| Альберт Єсаков  | дідусь із собакою |

### 5 серія
| Актор                      | Роль               |
| -------------------------- | ------------------ |
| Оксана Жданова             | мама Настя         |
| Антоніна Хижняк            | мама Юля           |
| Олександр Ладика           | Ігор               |
| Віктор Драпіковський       | охоронець паркінгу |
| Всеволод Шекіта            | анестезіолог       |
| Ольга Єгорова              | медсестра          |
| Дем'ян Васильєв            | хлопчик у лікарні  |
| Станіслав Лозовський       | сусід              |
| Валерія Анчуткіна          | сусідка            |
| Катерина Басюк             | донька сусідів     |
| Бебела Степанська-Гончар   | Марта              |
| Панчита Степанська-Гончар  | Рокі               |
| Дженіфер Степанська-Гончар | танцюристка        |

### 6 серія
| Актор              | Роль                |
| ------------------ | ------------------- |
| В'ячеслав Довженко | Андрій              |
| Віктор Жданов      | Кузьмич             |
| Андрій Альохін     | продюсер Олексій    |
| Богдан Жданов      | менеджер Коля       |
| Соня Слюсаренко    | асистентка Маша     |
| Максим Рижевол     | водій Славік        |
| Андрій Марченко    | Андрій в молодості  |
| Станіслав Орлов    | друг Андрія         |
| Ірина Мак          | помічниця Галя      |
| Михайло Романов    | депутат             |
| Віктор Кошевенко   | продюсер з москви   |
| Наталія Бабенко    | гостьова редакторка |
| Ганна Безменова    | дикторка            |
| Юрій Горбунов      | телеведучий         |
| Вадим Ярошенко     | ведучий             |
| Альбіна Гончар     | блогерка            |
| Ірина Тамім        | жінка в магазині    |
| Тетяна Смірнова    | касирка             |
| Анна Волошина      | касирка             |

## Список епізодів
| № серії (в сезоні) | Назва серії         | Режисер(и)       | Сценарист(и)                      | Оригінальна дата виходу |
| --- | ------------------- | ---------------- | --------------------------------- | ----------------------- |
| 1 | «Сім'я»             | Олексій Єсаков   | Анастасія Лодкіна                 | 1 листопада 2023        |
| Сім’я із чотирьох осіб хоробро переживає перші дні війни, підтримує та підбадьорює одне одного, а їхнє місто поступово перетворюється на смертельно небезпечне поле битви. |                     |                  |                                   |                         |
| 2 | «У зоопарку»        | Артем Литвиненко | Артем Литвиненко                  | 1 листопада 2023        |
| Хлопець починає працювати в київському зоопарку напередодні вторгнення, яке зрештою ставить під загрозу життя співробітників і тварин.                                     |                     |                  |                                   |                         |
| 3 | «Білий»             | Павло Остріков   | Павло Остріков                    | 1 листопада 2023        |
| Бездомні батько й син, які працюють вуличними артистами, переживають страшні випробування, коли Україна зазнає нападу з боку Росії.                                        |                     |                  |                                   |                         |
| 4 | «Київ – Берлін»     | Валентин Шпаков  | Анастасія Лодкіна та Сергій Лущик | 1 листопада 2023        |
| Коли починаються російські обстріли, відважний лікар вирушає з Німеччини до Києва, щоб урятувати кохану жінку, але після прибуття знаходить нову мету.                     |                     |                  |                                   |                         |
| 5 | «Мами»              | Тала Пристаєцька | Тала Пристаєцька                  | 1 листопада 2023        |
| Коли жахіття стукає в їхні двері, а країну охоплює паніка й безлад, молода жінка продовжує піклуватися про сина.                                                           |                     |                  |                                   |                         |
| 6 | «Будинок із зіркою» | Катя Царик       | Анастасія Лодкіна                 | 1 листопада 2023        |
| Ексцентричний український співак спостерігає, як смерть і розруха охоплюють його країну. Чи вдасться йому вселити в людей надію, коли трагедія вже прийшла?                |                     |                  |                                   |                         |

## Виробництво

### Розробка
Перша зустріч авторів серіалу відбулася навесні 2022 року: шоуранерка Анастасія Лодкіна запросила шістьох режисерів, щоб обговорити загальні концепції серіалу. Серед них були Олексій Єсаков і Тала Пристаєцька (обоє працювали над «Кріпосною»), Артем Литвиненко (шоуранер серіалу «Нюхач»), Валентин Шпаков (автор «Перших ластівок»), Павло Остріков (режисер фільму «Ти – космос») і Катя Царик (кліпмейкерка The Hardkiss і Jamala).
FILM.UA звернулася до національних мовників скандинавських країн: Фінляндії (YLE), Швеції (SVT) і Норвегії (NRK). Вони згодом приєдналися як співпродюсери. Пізніше до розробки долучилися Данія (DR) та Ісландія (RÚV), які придбали права на показ серіалу ще на етапі написання сценарію. 

### Фінансування
Серіал було створено за підтримки Агентства США з міжнародного розвитку (USAID).

### Знімання
Знімання розпочалися 17 березня 2023 року і завершилися у травні того ж року. 

### Локації
- Зйомки відбувалися у Києві та Київській області: вулиці Подолу, Хрещатик, станції метро, паркінги, спальні райони, арт-завод Платформа, Зоопарк "XII Місяців".[10]
- Локацію для епізоду «Зірка» — квартиру головного героя обирали з-поміж 24 варіантів, а для епізоду «Сім’я» шукали ігровий будинок, де за сценарієм потрібно було відтворити наслідки влучення ворожої ракети.

### Цікаві факти
1. Це перший проєкт українською мовою, створений фактично на замовлення іноземних телеканалів.
2. Під зйомки епізоду “У зоопарку” знімальній групі довелося пристосовуватися до режиму дня носоріга Арчі, приматів, жирафа, верблюдів і увесь виробничий графік вибудовувати від природнього графіку тварин. Команда також проводила спеціальні тести, щоб зрозуміти, як тварини реагують на світло, звуки і знімальну команду. Жодна тварина не постраждала під час зйомок.
3. Зйомки проєкту були складними у плануванні і реалізації: 6 окремих знімальних команд, 33 знімальних дні на всіх, у кадрі діти і тварини, а також плюс обмеження для знімального процесу у військовий час (неможливість знімати “ніч” вночі, на мостах, знімати з дронів, обмеження у виборі локацій).